# Hydroporus dentellus
Hydroporus dentellus is een keversoort uit de familie waterroofkevers (Dytiscidae). De wetenschappelijke naam van de soort is voor het eerst geldig gepubliceerd in 1917 door Henry Clinton Fall. De soort werd aangetroffen in de Amerikaanse staten Massachusetts en New Hampshire.